# Mahmoud Aldebe
Mahmoud Jamil al-Debe (arabiska: محمود جميل الدبعي; även känd som Mahmoud Aldebe), född 10 augusti 1954 i Jordanien, är en svensk opinionsbildare och tidigare ordförande för Sveriges muslimska förbund.
Enligt tidningen Fokus och Makthavare.se var Mahmoud Aldebe en av Sveriges 300 mest inflytelserika personer under 2007. Han var under perioden i omgångar även förtroendevald för Centerpartiet.
Aldebe är styrelseledamot i det omdebatterade bolaget Swedish Crown University som grundades 2021.
Mahmoud Aldebe är ordförande för International Peace organization for Relief and Human Rights som har sitt säte i Stockholm. Han är även ordförande för Stiftelsen Kultur och Integration med syfte "att underlätta och verka för social integration samt bekämpa alkoholmissbruk, droger och kriminalitet i alla dess former" och för Internationella Barnskyddsnät Riksförbund, som konstituerades i Turkiet 24–26 april 2014.

## Biografi
Mahmoud Aldebe är född i Jordanien och kom till Sverige i slutet av 1970-talet tillsammans med sin fru Ebtisam Aldebe.

### Opinionsbildande verksamhet
I april 2006 gick Aldebe ut med ett brev till de svenska riksdagspartierna där han framförde önskemål om anpassning av de svenska lagarna för Sveriges minoriteter i utvalda frågor. För muslimerna vill han bland annat ha särlagstiftning i den svenska familjerätten och anpassa den till islamisk familjerätt gällande äktenskap, skilsmässa, vård av barn och omhändertagande av minderåriga barn. Beträffande religionsfriheten vill han bland annat att riksdagen stiftar en lag som ger muslimer rätt att vara lediga under de islamiska högtiderna samt att få  vara lediga ett par timmar mitt på dagen på fredagar för att kunna deltaga i fredagsbönen. Han har förordat bland annat att möjlighet skall ges till imamer att underteckna skilsmässor före ansökan till tingsrätten,  att kommunala skolor skall undervisa muslimska barn i hemspråk och i religion, att muslimska flickor och pojkar skall få simundervisning i separata grupper samt att muslimska och judiska grupper skall tillåtas slakta kött enligt religiös sed. Aldebe ville även ha en moské i varje stad eller kommun.
I oktober 2010 skrev Mahmoud Aldebe ett brev till vissa kristna samfund, där han anklagade dem för att utnyttja asylsökandes utsatta situation för att förmå dem att konvertera till kristendomen, och uppmanade dem att avstå från att döpa personer från muslimskt dominerade länder.

### Familj
Mahmouds är gift  och hustrun Ebtisam Aldebe är en tidigare politiker och har haft förtroendeuppdrag på lokal nivå. Deras dotter Iman är klädskapare, som framförallt uppmärksammats för sin modernisering av den muslimska slöjan, hijab.